# کامنیتشنا (ناحیه وستی ناد اورلیتسی)
کامنیتشنا (به چکی: Kameničná) یک منطقهٔ مسکونی در جمهوری چک است که در ناحیه اوستی ناد اورلیتسی واقع شده‌است. کامنیتشنا ۵٫۸۵ کیلومتر مربع مساحت و ۳۱۷ نفر جمعیت دارد و ۴۶۳ متر بالاتر از سطح دریا واقع شده‌است.